# Kendall Grove
Kendall Grove (ur. 12 listopada 1982 w Wailuku) – amerykański zawodnik mieszanych sztuk walki (MMA) wagi średniej hawajskiego pochodzenia. Zwycięzca trzeciej edycji The Ultimate Fighter z 2006. W swojej karierze walczył między innymi dla UFC, Bellator MMA, czy KSW

## Życiorys
Urodził się w Wailuku na Maui na Hawajach. Jest absolwentem Baldwin High School w Wailuku na Hawajach, gdzie był zapaśnikiem w szkole średniej i grał w piłkę nożną. Ma mieszane etniczne dziedzictwo rodów rdzennych Hawajczyków, Samoańczyków, Hiszpanów i rdzennych Amerykanów. Trenował brazylijskie jiu-jitsu na pierwszym roku w liceum i przeniósł się do Las Vegas w 2002 roku, aby skupić się głównie na sporcie. Później zainteresowało go MMA.

## Kariera MMA

### Wczesna kariera i UFC
W MMA zadebiutował 27 lipca 2003 poddając duszeniem Tripstina Kersiano. W 2005 zdobył pas mniejszej organizacji Total Combat w wadze średniej. W 2006 wziął udział w reality show The Ultimate Fighter, który wygrał, pokonując w finale Eda Hermana i otrzymując kontrakt z Ultimate Fighting Championship. Z UFC był związany przez prawie pięć lat, notując wygrane m.in. nad takimi zawodnikami jak Evan Tanner czy Goran Reljić. Po przegranej z Timem Boetschem, 28 maja 2011 został zwolniony z organizacji.

### ShoFight, KSW
Do końca 2012 walczył dla mniejszych organizacji, pokonując m.in. Joe Riggsa, Ikuhisę Minowę oraz zdobywając pas mistrza ShoFight wagi średniej. W latach 2012–2013 związany z polską federacją KSW, gdzie stoczył dla niej dwa przegrane pojedynki, z Mamedem Chalidowem 1 grudnia 2012 oraz z Michałem Materlą 8 czerwca 2013 o pas mistrzowski wagi średniej.

### Bellator MMA i niedoszły powrót do KSW
W latach 2013–2018 związany z Bellator MMA, gdzie stoczył aż dziesięć pojedynków (bilans 5-5), wygrywając m.in. z byłym mistrzem Bellatora Christianem M'Pumbu. 
W 2016 miał stoczyć rewanżowy pojedynek z Michałem Materlą na KSW 35, lecz ostatecznie do niego nie doszło, gdyż Hawajczyk wybrał ofertę zaproponowaną przez Bellatora. Nowym rywalem Materli został powracający po zwycięstwie z KSW 34, Antoni Chmielewski.
21 października 2016 na Bellator 162 przegrał z wracającym po zawieszeniu Aleksandrem Szlemienką przez TKO w drugiej rundzie.
3 marca 2014 na Bellator 174 pierwotnie miał zmierzyć się z Chrisem Honeycuttem, jednak ten został usunięty z walki 28 lutego i zastąpiony przez Mike'a Rhodesa. Rhodes nie był wtedy w stanie wykonać wymaganej wagi, a walka została odwołana po tym, jak obaj zawodnicy nie byli w stanie dojść do porozumienia w jakiej wadze miałby odbyć się pojedynek.
14 lipca 2017 roku zmierzył się z Johnem Salterem na gali Bellator 181. Przegrał walkę przez techniczne poddanie w pierwszej rundzie.
Następnie 26 stycznia 2018 stawił czoła AJ'owi Matthewsowi podczas Bellator 193. Odnotował kolejną porażkę, tym razem przez niejednogłośną decyzję, a następnie został zwolniony z organizacji.

### Odwołane walki na mniejszych galach
Oczekiwano, że Grove zmierzy się z Andre Walkerem podczas inauguracyjnego turnieju MMA Golden Boy Promotions 24 listopada 2018, ale tak się nie stało.
20 marca 2020 miał zmierzyć się z Casey Ryanem na LXF 6, ale wydarzenie zostało odwołane z powodu pandemii COVID-19.

### Powrót do KSW i przejście na sportową emeryturę
21 stycznia 2023 Grove zawitał ponownie do polskiej publiczności, gdzie podczas głównej walki wieczoru gali XTB KSW 78 doszło do jego rewanżowego starcia po latach z Michałem Materlą. Przegrał pojedynek przez techniczny nokaut w drugiej odsłonie rundowej, po tym jak dał się Materli obalić, a następnie rozbić mocnymi łokciami w pozycji parterowej.
W listopadzie 2023 za pomocą mediów społecznościowych ogłosił przejście na sportową emeryturę.

## Boks na gołe pięści
Po trzech przegranych z rzędu w Bellatorze, podpisał kontrakt z nową organizacją boksu na gołe pięści (ang. bare-knuckle boxing), Bare Knuckle FC i zadebiutował tam 25 sierpnia 2018 roku. Zmierzył się z Bruce’em Abramskim i wygrał walkę jednogłośną decyzją.
W swojej drugiej walce w BKFC, skrzyżował rękawice z Marcelem Stamps podczas trzeciej gali BKFC, która odbyła się 20 października 2018 roku. Grove przegrał przez nokaut.
Następnie 11 września 2020 zmierzył się z innym weteranem UFC, Hectorem Lombardem, na BKFC 12. Ponownie został znokautowany.

## Osiągnięcia

### Mieszane sztuki walki
- 2005-2006: mistrz Total Combat w wadze średniej
- 2006: zwycięzca 3. edycji The Ultimate Fighter w wadze średniej
- 2012: mistrz ShoFight w wadze średniej

### Brazylijskie jiu-jitsu
- Czarny pas

## Lista walk w MMA

### Zawodowe
| Wynik     | Bilans    | Przeciwnik (bilans przed walką)   | Rozstrzygnięcie                                 | Runda | Czas | Rozgrywki                                                 | Data       | Miejsce             | Uwagi |
| --------- | --------- | --------------------------------- | ----------------------------------------------- | ----- | ---- | --------------------------------------------------------- | ---------- | ------------------- | --- |
| Przegrana | 24-19 (1) | Michał Materla (31-9)             | TKO (łokcie w parterze)                         | 2     | 4:27 | XTB KSW 78: Materla vs. Grove 2                           | 21.01.2023 | Szczecin            | Walka w umownym limicie -88,5 kg. Main Event |
| Wygrana   | 24-18 (1) | Anthony Ruiz (35-24)              | Poddanie (duszenie trójkątne nogami)            | 1     | 4:30 | World Fighting Championships 110                          | 10.08.2019 | Wailuku             | Walka w umownym limicie -88,5 kg. Main Event |
| Przegrana | 23-18 (1) | AJ Matthews (8-7)                 | Decyzja (niejednogłośna)                        | 3     | 5:00 | Bellator 193                                              | 26.01.2018 | Temecula            | |
| Przegrana | 23-17 (1) | John Salter (13-3)                | Technicznie poddanie (duszenie zza pleców)      | 1     | 4:37 | Bellator 181                                              | 14.07.2017 | Thackerville        | Co-Main Event |
| Przegrana | 23-16 (1) | Aleksandr Szlemienko (54-9. 1 NC) | TKO (ciosy pięściami)                           | 2     | 1:43 | Bellator 162                                              | 21.10.2016 | Memphis             | Main Event |
| Wygrana   | 23-15 (1) | Francisco France (13-3-1)         | KO (ciosy pięściami)                            | 2     | 0:35 | Bellator 150                                              | 26.02.2016 | Mulvane             | |
| Wygrana   | 22-15 (1) | Joey Beltran (16-11)              | TKO (ciosy pięściami)                           | 3     | 2:27 | Bellator 143                                              | 25.09.2015 | Hidalgo             | Co-Main Event |
| Przegrana | 21-15 (1) | Brandon Halsey (8-0)              | TKO (ciosy pięściami)                           | 4     | 2:25 | Bellator 137                                              | 15.05.2015 | Temecula            | Walka o pas mistrzowski Bellator MMA w wadze średniej. Limit umowny -85,3 kg. Halsey przekroczył limit wagowy, w związku z tym ten został pozbawiony pasa i tylko Grove w przypadku wygranej byłby uprawniony do zdobycia tytułu. Main Event |
| Wygrana   | 21-14 (1) | Christian M'Pumbu (18-6-1)        | Poddanie (duszenie zza pleców)                  | 2     | 4:14 | Bellator 127                                              | 03.10.2014 | Temecula            | |
| Przegrana | 20-14 (1) | Brett Cooper (19-9)               | KO (ciosy pięściami)                            | 2     | 3:33 | Bellator 114                                              | 28.03.2014 | West Valley City    | Półfinał turnieju sezonu dziesiątego Bellator MMA w wadze średniej. |
| Wygrana   | 20-13 (1) | Joe Vedepo (13-8)                 | Decyzja (jednogłośna)                           | 3     | 5:00 | Bellator 104                                              | 18.10.2013 | Cedar Rapids        | |
| Wygrana   | 19-13 (1) | Danny Mitchell (12-3-1)           | TKO (ciosy pięściami)                           | 1     | 4:53 | GWC: The British Invasion: US vs. UK                      | 29.06.2013 | Kansas City         | |
| Przegrana | 18-13 (1) | Michał Materla (18-3)             | Decyzja (jednogłośna)                           | 4     | 5:00 | KSW 23: Królewskie Rozdanie                               | 08.06.2013 | Gdańsk              | Walka o międzynarodowy pas mistrzowski KSW w wadze średniej. Bonus za walkę wieczoru. |
| Przegrana | 18-12 (1) | Jesse Taylor (24-9)               | Decyzja (jednogłośna)                           | 3     | 5:00 | K-Oz Entertainment: Bragging Rights 5                     | 23.02.2013 | Perth               | |
| Przegrana | 18-11 (1) | Mamed Chalidow (25-4-2)           | Poddanie (dźwignia na staw skokowy)             | 2     | 3:36 | KSW 21: Ostateczne Wyjaśnienie                            | 01.12.2012 | Warszawa            | Main Event |
| Wygrana   | 18-10 (1) | Chris Cisneros (12-5)             | TKO (ciosy pięściami)                           | 2     | 4:30 | RWE: Just Scrap 3                                         | 10.11.2012 | Maui                | |
| Wygrana   | 17-10 (1) | Ariel Gandulla (7-6)              | TKO (ciosy pięściami)                           | 2     | 4:45 | AFC 13: Natural Selection                                 | 03.11.2012 | Victoria            | Co-Main Event |
| Wygrana   | 16-10 (1) | Joe Cronin (19-15)                | Poddanie (duszenie d'arce )                     | 1     | 1:20 | RWE: Just Scrap 2                                         | 08.09.2012 | Lahaina             | |
| Wygrana   | 15-10 (1) | Derek Brunson (9-0)               | Decyzja (niejednogłośna)                        | 3     | 5:00 | ShoFight 20                                               | 16.06.2012 | Springfield         | Zdobył pas mistrzowski ShoFight w wadze średniej. Brunson przekroczył limit wagowy i tylko Grove był uprawniony do zdobycia tytułu. |
| Przegrana | 14-10 (1) | Jay Silva (7-5)                   | Techniczne poddanie (duszenie trójkątne rękoma) | 2     | 1:52 | Superior Cage Combat 4                                    | 16.02.2012 | Las Vegas           | Main Event |
| Wygrana   | 14-9 (1)  | Ikuhisa Minowa (53-32-8)          | Decyzja (jednogłośna)                           | 3     | 5:00 | ProElite 3                                                | 21.01.2012 | Honolulu            | Main Event |
| Wygrana   | 13-9 (1)  | Joe Riggs (34-13)                 | Poddanie (duszenie gilotynowe)                  | 1     | 0:59 | ProElite: Arlovski vs. Lopez                              | 27.08.2011 | Honolulu            | Main Event |
| Przegrana | 12-9 (1)  | Tim Boetsch (12-4)                | Decyzja (jednogłośna)                           | 3     | 5:00 | UFC 130                                                   | 28.05.2011 | Las Vegas           | |
| Przegrana | 12-8 (1)  | Demian Maia (13-2)                | Decyzja (jednogłośna)                           | 3     | 5:00 | The Ultimate Fighter: Team GSP vs. Team Koscheck Finale   | 04.12.2010 | Las Vegas           | |
| Wygrana   | 12-7 (1)  | Goran Reljić (8-1)                | Decyzja (niejednogłośna)                        | 3     | 5:00 | UFC 116                                                   | 03.07.2010 | Las Vegas           | |
| Przegrana | 11-7 (1)  | Mark Muñoz (7-1)                  | TKO (ciosy pięściami)                           | 2     | 2:50 | UFC 112                                                   | 10.04.2010 | Abu Zabi            | Bonus za walkę wieczoru |
| Wygrana   | 11-6 (1)  | Jake Rosholt (6-1)                | Poddanie (duszenie trójkątne nogami)            | 1     | 3:59 | UFC 106                                                   | 21.11.2009 | Las Vegas           | |
| Przegrana | 10-6 (1)  | Ricardo Almeida                   | Decyzja (jednogłośna)                           | 3     | 5:00 | UFC 101                                                   | 08.08.2009 | Filadelfia          | |
| Wygrana   | 10-5 (1)  | Jason Day (18-8)                  | TKO (ciosy pięściami i łokcie)                  | 1     | 1:32 | UFC 96                                                    | 07.03.2009 | Columbus            | |
| Wygrana   | 9-5 (1)   | Evan Tanner (32-7)                | Decyzja (niejednogłośna)                        | 3     | 5:00 | The Ultimate Fighter: Team Rampage vs Team Forrest Finale | 21.06.2008 | Las Vegas           | Main Event |
| Przegrana | 8-5 (1)   | Jorge Rivera (15-6)               | KO (ciosy pięściami)                            | 1     | 1:20 | UFC 80: Rapid Fire                                        | 19.01.2008 | Newcastle upon Tyne | |
| Przegrana | 8-4 (1)   | Patrick Côté (10-4)               | TKO (ciosy pięściami)                           | 1     | 4:45 | UFC 74                                                    | 25.08.2007 | Las Vegas           | |
| Wygrana   | 8-3 (1)   | Alan Belcher (10-3)               | Poddanie (duszenie brabo)                       | 2     | 4:42 | UFC 69                                                    | 07.04.2007 | Houston             | Bonus za poddanie wieczoru |
| Wygrana   | 7-3 (1)   | Chris Price (9-0)                 | Poddanie (odklepanie po łokciach)               | 1     | 3:59 | Ortiz vs. Shamrock 3: The Final Chapter                   | 10.10.2006 | Hollywood           | |
| Wygrana   | 6-3 (1)   | Ed Herman (11-3)                  | Decyzja (jednogłośna)                           | 3     | 5:00 | The Ultimate Fighter: Team Ortiz vs. Team Shamrock Finale | 24.06.2006 | Las Vegas           | Wygrał The Ultimate Fighter 3: Turniej wagi średniej. Bonus za walkę wieczoru. |
| Wygrana   | 5-3 (1)   | Jay Carter (2-1)                  | Poddanie (duszenie trójkątne nogami)            | 1     | 3:25 | Rumble on the Rock: Showdown in Maui                      | 07.10.2005 | Maui                | Co-Main Event |
| Przegrana | 4-3 (1)   | Hector Ramirez (5-1)              | KO (cios pięścią)                               | 1     | 1:08 | KOTC: Mortal Sins                                         | 07.05.2005 | Primm               | Walka w wadze półciężkiej. |
| Wygrana   | 4-2 (1)   | Matt Gidney (0-0)                 | Poddanie (duszenie zza pleców)                  | 1     | 1:06 | TC 8-Total Combat 8                                       | 02.04.2005 | Tijuana             | |
| Przegrana | 3-2 (1)   | Savant Young (4-2)                | Techniczne poddanie (duszenie gilotynowe)       | 1     | 2:00 | Lockdown in Paradise 1                                    | 19.03.2005 | Lahaina             | Walka w umownym limicie -87 kg. Grove przekroczył limit wagowy. |
| Wygrana   | 3-1 (1)   | Matt Hendricks (1-1)              | TKO (ciosy pięściami)                           | 2     | 2:16 | Total Combat 7                                            | 29.01.2005 | Tijuana             | |
| Nieodbyta | 2-1 (1)   | Ricky Gunz (1-0)                  | No contest (obaj zawodnicy wypali z ringu)      | 1     | ?    | Total Combat 6                                            | 24.10.2004 | Tijuana             | |
| Przegrana | 2-1       | Joe Riggs (16-4)                  | KO (łokcie)                                     | 1     | 3:09 | Rumble on the Rock 5                                      | 07.05.2004 | Honolulu            | |
| Wygrana   | 2-0       | Kaipo Kalama (1-2-1)              | Poddanie (duszenie zza pleców)                  | 2     | 3:16 | SuperBrawl 34                                             | 28.03.2004 | Wailuku             | |
| Wygrana   | 1-0       | Tripstin Kersiano (3-3)           | Poddanie (duszenie trójkątne nogami)            | 1     | 2:04 | KFC 3: Island Pride                                       | 27.07.2003 | Wailuku             | |

### Wystawowe
| Wynik   | Bilans | Przeciwnik (bilans przed walką) | Rozstrzygnięcie                | Runda | Czas | Rozgrywki              | Data       | Miejsce   | Uwagi |
| ------- | ------ | ------------------------------- | ------------------------------ | ----- | ---- | ---------------------- | ---------- | --------- | ----- |
| Wygrana | 2-0    | Kalib Starnes (1-0)             | Poddanie werbalne (kontuzja)   | 3     | 0:34 | The Ultimate Fighter 3 | 08.06.2006 | Las Vegas |       |
| Wygrana | 1-0    | Ross Pointon (0-0)              | Poddanie (duszenie zza pleców) | 1     | 3:47 | The Ultimate Fighter 3 | 20.04.2006 | Las Vegas |       |

### Amatorskie
| Wynik     | Bilans | Przeciwnik (bilans przed walką) | Rozstrzygnięcie                | Runda | Czas | Rozgrywki              | Data       | Miejsce | Uwagi |
| --------- | ------ | ------------------------------- | ------------------------------ | ----- | ---- | ---------------------- | ---------- | ------- | ----- |
| Nieodbyta | 1-0    | Corey Daniel (0-1)              | No contest (nielegalne stompy) | 1     | 1:35 | Warriors Of The Ring 5 | 25.01.2003 | Wailuku |       |
| Wygrana   | 2-0    | Marvelous Tevaga (0-0)          | TKO (uraz jamy ustnej)         | 2     | 0:50 | Warriors Of The Ring 3 | 10.05.2003 | Wailuku |       |

## Lista walk w boksie na gołe pięści
| Wynik     | Bilans | Przeciwnik (bilans przed walką) | Rozstrzygnięcie       | Runda | Czas | Rozgrywki            | Data       | Miejsce       | Uwagi |
| --------- | ------ | ------------------------------- | --------------------- | ----- | ---- | -------------------- | ---------- | ------------- | ----- |
| Przegrana | 1-2    | Hector Lombard                  | TKO (cios)            | 1     | 1:50 | BKFC 12              | 11.09.2020 | Daytona Beach |       |
| Przegrana | 1-1    | Marcel Stamps (0-0)             | KO (ciosy pięściami)  | 3     | 0:47 | BKFC 3: The Takeover | 20.10.2018 | Biloxi        |       |
| Wygrana   | 1-0    | Bruce Abramski (0-0)            | Decyzja (jednogłośna) | 5     | 2:00 | BKFC 2: A New Era    | 25.08.2018 | Biloxi        |       |